# Squadriglia 80
A 80ª Squadriglia Aeroplani da Caccia (röviden:80ª, teljes nevén magyarul:80. Vadászrepülő Osztag) egy híres olasz repülőszázad volt, amelynek pilótái az első világháború végéig 17 légi győzelmet szereztek.

## Története
Az olasz hadsereg Antant által való megerősítése közben az olasz légierőt is jelentősen fejleszteni kezdték. Felbuzdulva a Squadriglia 78 repülőszázad sikerein, a hadvezetés megalapította a Squadriglia 80-at, amelynek parancsnoka Mario Gordesco kapitány lett. A háború végéig négy ászpilóta szolgált itt:
- Alvaro Leonardi
- Giovanni Ancilotto
- Michele Allasia
- Ernesto Cabruna

Az ászpilóták összesen 17 légi győzelmet szereztek a századnak, azonban a század összes pilótájának teljesítménye nem ismert. 
A század további történetéről nincs forrás. 

## Lásd még
- Olaszország
- Első világháború